# 兰湖
兰湖又称芝兰湖，是中国广州市昔日的一处湖泊。位于现时的解放北路象岗之西，北至桂花岗，南至东风西路与人民北路交汇处附近，西有司马涌与珠江相连。为小北江天然堤外洼地渚水而成的湖泊，汉代至宋代均为广州城西北的避风港和码头，隋、唐、宋代南海县署均在兰湖旁。唐代时是城郊的重要游览景点，湖东岸有余慕亭、朝汉台等名胜。至明代逐渐淤塞为沼泽地，清代成为种植茭笋、菱角的洼地，20世纪50年代后期挖深为流花湖。现时兰湖里、流花湖一带即为兰湖的遗址。